# هومر إليهو رويس
هومر إليهو رويس هو محامي وقاضي وسياسي أمريكي، ولد في 14 يونيو 1820 في بيركشير في الولايات المتحدة، وتوفي في 24 أبريل 1891 في St. Albans (town), Vermont ‏ في الولايات المتحدة. نشط حزبياً في الحزب الجمهوري. وقد انتخب عضو مجلس النواب الأمريكي ‏.